# 非凡搭檔
《非凡搭檔》（Race The World）由江蘇衛視和日月星光傳媒聯合出品，是一檔緊扣奥運主题的户外真人秀节目。由12位人气奧運冠軍和明星為班底，展開一場非凡競賽造勢。每集於不同國家節目由2016年4月8日起，每周五22:00首播，當晚23:30及次周四22:30重播。

## 播放時間
| 頻道        | 所在地   | 播映日期       | 播出時間         |
| ----------- | -------- | -------------- | ---------------- |
| 江蘇衛視    | 中国大陆 | 2016年4月8日   | 周五 21:10-23:10 |
| Astro全佳HD | 马来西亚 | 2016年7月9日   | 周六 21:30-23:30 |
| 星和都會台  | 新加坡   | 2016年10月16日 | 周日 20:00-22:00 |
| 衛視中文台  | 臺灣     | 2017年1月8日   | 周日 19:00-21:00 |
| 星衛娛樂台  | 臺灣     | 2017年1月15日  | 周日 20:00-22:00 |

## 節目介紹
《非凡搭檔》是一檔以合作、成長、拼搏為主題的原創環球競技真人秀節目，它的模式仿傚美國節目The Amazing Race。

## 賽制
這檔極富原創精神的真人秀匯集12位當紅體育、娛樂明星，將會以輪換搭檔的形式，在全球12座體育名城展開一場以奧運為主題的"敢·愛"之旅。創意性地推出"尋找非凡搭檔"的模式，在前9期節目中，12位成員需要多次更換不同的搭檔，一起接受挑戰。直到最後3期，節目會根據所有成員在前9期的積分，重組4對最有默契的非凡搭檔，參加最後的終極挑戰，衝刺冠軍。最終獲勝的組合將各獲得一輛英菲尼迪Q50L的終身使用權。

## 比賽结果
下表列出了所有參賽選手的比賽結果，以分數排名順序列出。當中列出的隊員介紹為節目拍攝時期的狀態，介紹描述為官方節目播出內容選手介紹版本。
計分規則：每期大家從同一起跑線出發，第一組到達終點的搭檔獲得100分，此後每隔2分鐘減少1分，其他各組按照到達終點的時間計算分數。在兩人搭檔的比賽過程中，排名最末的組合將會受到懲罰。
| 成員   | 介紹                  | 第1集 | 第2集 | 第3集 | 第4集 | 第5集 | 第6集 | 第7集 | 第8集 | 第9集  | 第10集 | 第11集 | 第12集 | 第1-9集總分數 | 第10-11集總分數 |
| ------ | --------------------- | ----- | ----- | ----- | ----- | ----- | ----- | ----- | ----- | ------ | ------ | ------ | ------ | ------------- | --------------- |
| 鄭元暢 | 偶像劇男神            | 83    | 89    | 78    | 100   | 97    | 93    | 65    | 99    | 85     | 96     | 100    | 冠軍   | 789           | 196             |
| 林依晨 | 台灣偶像劇女王        | 81    | 100   | 83    | 77    | 57    | 95    | 65    | 99    | 30     | 96     | 100    | 冠軍   | 687           | 196             |
| 朱珠   | 全球100張最美面孔之一 | 74    | 88    | 59    | 67    | 100   | 95    | 91    | 70    | 85     | 100    | 256    | 亞軍   | 729           | 125             |
| 盛一倫 | 新一代型男偶像代表    | 73    | 461   | 501   | 79    | 76    | 90    | 46    | 100   | 1265   | 100    | 256    | 亞軍   | 686           | 125             |
| 王濛   | 中國短道速滑領軍人物  | 73    | 81    | 83    | 793   | 57    | 95    | 100   | 89    | 30     | 76     | 256    | 季軍   | 682           | 101             |
| 陳楚河 | 四次元偶像            | 74    | 88    | 59    | 67    | 87    | 914   | 91    | 70    | 58     | 76     | 256    | 季軍   | 685           | 101             |
| 唐曉天 | 中國新悅時尚男模      | 83    | 89    | 83    | 77    | 87    | 914   | 61    | 90    | 58     | 99     | 256    | 殿軍 7 | 719           | 124             |
| 潘曉婷 | 冷豔九球天后          | 100   | 61    | 100   | 79    | 76    | 90    | 68    | 98    | 13     | 99     | 256    | 殿軍 7 | 675           | 124             |
| 李小鵬 | 體操世界冠軍          | 100   | 61    | 892   | 59    | 97    | 93    | 100   | 89    | 28     | 已退出 | 已退出 | 已退出 | 726           | 不適用          |
| 謝依霖 | 新生代喜劇怪咖        | 73    | 92    | 892   | 59    | 100   | 95    | 61    | 90    | 13     | 已淘汰 | 已淘汰 | 已淘汰 | 672           | 不適用          |
| 黎明   | 四大天王              | 73    | 81    | 78    | 100   | 45    | 100   | 46    | 100   | 28     | 已淘汰 | 已淘汰 | 已淘汰 | 651           | 不適用          |
| 魏晨   | 人氣優質偶像          | 81    | 100   | 83    | 793   | 45    | 100   | 68    | 98    | 已退出 | 已退出 | 已退出 | 已退出 | 654           | 不適用          |

- ^  注解1：第2、3集盛一倫因為遺失護照,未能參加比賽,並由原和玉代替,分數減半

- ^  注解2：第3集李小鵬＆謝依霖被王濛＆魏晨使用制動卡,所以被罰時20分鐘,最後以第二名到達。

- ^  注解3：第1-3集總積分魏晨位於第一共264分,王濛位於第八共237分,由於第4集主持人Andy公布王濛＆魏晨在上一站阿拉斯加時,規則要求選手們搭乘計程車去到下一個目的地,但兩人卻選擇搭順風車,所以需接受罰時30分鐘,相當於每人扣除總分15積分,最後減分魏晨249分排在第第七,王濛222分排在第九。

- ^  注解4：第6集陳楚河＆唐曉天被林依晨＆王濛使用制動卡,所以被罰時20分鐘,最終以第四名到達。

- ^  注解5：第9集魏晨因私人理由退出,盛一倫選擇單人作賽,因此分數雙倍

- ^  注解6：第11集陳楚河＆王濛、唐曉天＆潘曉婷、朱珠＆盛一倫在水上飛人選擇放棄,所以都需接受罰時2小時,最終共同以第二名到達。

- ^  注解7：第12集唐曉天＆潘曉婷在躍動南京港選擇放棄,所以需接受罰時2小時,最終以第四名到達。

### 搭檔分組
| 第1集  | 李小鵬、潘曉婷 | 鄭元暢、唐曉天 | 魏晨、林依晨   | 黎明、王濛     | 謝依霖、盛一倫  | 陳楚河、朱珠 |
| 第2集  | 李小鵬、潘曉婷 | 鄭元暢、唐曉天 | 魏晨、林依晨   | 黎明、王濛     | 謝依霖、原和玉* | 陳楚河、朱珠 |
| 第3集  | 李小鵬、謝依霖 | 鄭元暢、黎明   | 唐曉天、林依晨 | 魏晨、王濛     | 潘曉婷、原和玉* | 陳楚河、朱珠 |
| 第4集  | 李小鵬、謝依霖 | 鄭元暢、黎明   | 唐曉天、林依晨 | 魏晨、王濛     | 潘曉婷、盛一倫  | 陳楚河、朱珠 |
| 第5集  | 李小鵬、鄭元暢 | 潘曉婷、盛一倫 | 唐曉天、陳楚河 | 魏晨、黎明     | 林依晨、王濛    | 謝依霖、朱珠 |
| 第6集  | 李小鵬、鄭元暢 | 潘曉婷、盛一倫 | 唐曉天、陳楚河 | 魏晨、黎明     | 林依晨、王濛    | 謝依霖、朱珠 |
| 第7集  | 李小鵬、王濛   | 鄭元暢、林依晨 | 唐曉天、謝依霖 | 魏晨、潘曉婷   | 黎明、盛一倫    | 陳楚河、朱珠 |
| 第8集  | 李小鵬、王濛   | 鄭元暢、林依晨 | 唐曉天、謝依霖 | 魏晨、潘曉婷   | 黎明、盛一倫    | 陳楚河、朱珠 |
| 第9集  | 李小鵬、黎明   | 鄭元暢、朱珠   | 唐曉天、陳楚河 | 潘曉婷、謝依霖 | 林依晨、王濛    | 盛一倫       |
| 第10集 | 鄭元暢、林依晨 | 朱珠、盛一倫   | 唐曉天、潘曉婷 | 陳楚河、王濛   |                 |              |
| 第11集 | 鄭元暢、林依晨 | 朱珠、盛一倫   | 唐曉天、潘曉婷 | 陳楚河、王濛   |                 |              |
| 第12集 | 鄭元暢、林依晨 | 朱珠、盛一倫   | 唐曉天、潘曉婷 | 陳楚河、王濛   |                 |              |

## 賽程摘要

### 第1段（中国）
- 中国，北京(国家体育场)（起点线）
- 北京（八達嶺水關長城管理處）
- 北京（國家奧林匹克中心）
- 北京（國際總部大樓）

本賽段任務摘要： 

起始點任務「百米障礙賽」：首次組合的兩位搭檔需攜手通過百米跑道的4個障礙。通過這一系列的障礙後才能獲得內含下一關訊息的接力棒。
- 障礙1「平衡木」：7米平衡木。
- 障礙2「跨欄」：3道跨欄
- 障礙3「前滾翻」：3個前滾翻
- 障礙4「三人跳繩」：和英菲尼迪敢愛車主完成10個三人跳繩

武出中國魂：兩位搭檔分別完成一項不同的任務即可獲得接力棒，挑戰過程中可隨時更換任務。
- 「拳房」：一記鐵拳勢如虹，18塊木板全擊碎。
- 「鞭房」：雞蛋破碎勢不可擋。
- 「棍房」：雙節棍揮舞，燭火全滅，而蠟燭絲毫無損。
- 「刀房」：過頭揮刀切下88克發糕，上下兩克誤差，若有差池全盤吞下。

奧運五環：兩位搭檔身穿拉力裝備，其中一人奮力將隊友拉離地面，隊友在空中擲出五色圓環，最終將圓環套入相應顏色的立柱上呈現出奧運五環即可過關。

### 第2段（中国 → 美國）
- 美國，洛杉磯（ATHENA PARKING）（起點線）
- 洛杉磯（好萊嗚）
- 洛杉磯（槍枝俱樂部）
- 洛杉磯（AQUATICS CENTER）
- 洛杉磯（洛杉磯紀念體育館）

本賽段任務摘要： 

起始點任務「平衡高手」：一個岌岌可危的平台被大型舉重機升離地面30米，只有中間的部分用鋼絲懸掛。兩位搭檔只有30分鐘的時間，他們要盡可能的拿到平台邊緣的紅色旗子，一旦有人掉下來，則挑戰結束。注意：搭檔們各負責一半旗子的摘取，雙方交叉去那邊是禁止的。六組比賽結束後，將按每組旗子摘取數量的多少決定出發的順序。
星光大道：搭檔們從「好萊塢明星」演員手內獲得5個帶有變編號的明星名字，按照編號的順序進行表演，在一分鐘之內，讓一名遊客依次答對演員的名字，即可獲得接力棒。注意：表演的時候可以唱/跳/模仿，但不能說劇名/歌曲名/角色名。
繞道：要選擇「射擊」或「跳水」之一，每個任務僅供三組搭檔選擇，先到先得。
- 在「射擊」任務中：每組搭檔有十發子彈，必須擊中西紅柿、啤酒開罐器、靶心三個目標。並且保證每人至少射中一個目標。若失敗，需排隊至少5分鐘，才能再次挑戰。
- 在「跳水」任務中：搭檔二人將依次站在2米高的跳台上，在起點處抓緊繩子，用力躍擊高台，盪向遠處。以落水距離來計算成績，兩人相加超過10分則挑戰成功。若失敗，需排隊至少5分鐘，才能再次挑戰。

### 第3段（美國）
- 美國，費爾班克斯（BALLAINEROAD）（起點線）
- 費爾班克斯（西谷高中）
- 費爾班克斯（TANANA LAKESRECRFATION AERA）
- 費爾班克斯（阿拉斯加洲）
- 雷爾班克斯（1260 HELDIVER STREET）

本賽段任務摘要： 

重組搭檔「非凡真心話」：選手們將會分別受到一份問卷調查，這些問題將直指他們對其他選手的看法，收集到所有人答案後，遊戲就將展開。選手們再次面對這些問題，需猜測多數人的答案是什麼，正確可得一分，全部問題回答完畢，按照得分高低選擇搭檔。如果出現平分，則用石頭剪刀布來決定優先權。
起始點任務：每一個冰塊當中有一個接力棒，但並非所有接力棒都有真的任務訊息，找到真的接力棒，即可前往下一關。
愛斯基摩運動會：進行別出心裁的三類挑戰，每類挑戰有兩個項目，搭檔們可其一進行。完成兩類即算過關，完成三類可額外獲得能量棒。
- 「馴鹿鬥」：與愛斯基摩運動員肩頂肩堅持30秒不被頂出圈外為勝。雙腳均出圈外者失敗，若膝蓋兩次離地超過五厘米則挑戰終止，需排隊重新挑戰。
- 「扔炸彈」：選手面朝下被三人抬起自己的四肢，三人會以每秒一步的速度前進，選手需控制好身體的平板狀態過五米賽道，若身體姿勢兩次不達標則挑戰終止，需重新排隊挑戰。
- 「阿拉斯加高踢腿」：選手們需要左手撐地右手抓住左腳，用右腳踢中懸掛在空中球為勝。該項目每人每輪有三次挑戰機會，挑戰失敗則需要重新排隊。
- 「掰大腿」：與愛斯基摩運動員相對而躺，用大腿進行力量比拼，先將對方身體完全搬離地面為勝。該項目採用三局兩勝制。
- 「耳朵拔河」：與愛斯基摩人相對而坐，用繩子套住自己和對手的同側耳朵。先把繩子從對方耳朵扯下為勝，該項目採用三局兩勝制。

能量棒-制動能量：制動能量能讓搭檔們可以指定任意一組搭檔獲得下一個接力棒時，等待20分鐘後才能繼續比賽。
 能量棒-專車能量：獲得專車能量的搭檔，下一期可以專得英菲尼迪座駕，並配有熟悉當地的司機。
能量棒-綁定能量：綁定能量能讓搭檔們可以指定任意一組組合下一次選搭檔時不分開，可用於自己和隊友。
你畫我猜：在高速飄移中記住在賽道邊上的詞語。到達終點後，在3分鐘內向搭檔畫出所見詞語，若搭檔猜中3個所畫之物即可獲得接力棒。
人體冰壺：在寬闊的冰面上，選手們將化身冰壺，由搭檔把它推入藍圈，即可過關。每輪只有五次機會，若失敗則需重新排隊挑戰。

### 第4段（美國 → 日本）
- 日本，東京（東京鐵塔）（起點線）
- 東京（激安初殿堂）
- 東京（相撲火鍋店）
- 東京（富士見相撲場地）
- 東京（SIM STUDIO）
- 東京（橫濱YCBAC）

本賽段任務摘要： 

起始點任務：搭檔們將有四分鐘的時間通過漫畫來學習垃圾分類方法，然後進行垃圾分類。搭檔們需快速學習日本細緻的垃圾分類方式並正確分類好垃圾，便能獲得選擇下一個任務的權利。
- 步驟一：取下吸管。
- 步驟二：踩扁牛奶盒。
- 步驟三：將牛奶盒與其他紙類垃圾疊好並綁在一起。
- 步驟四：將紙盒與吸管分別放入相應回收處。

繞道：要選擇「動漫」或「相撲」之一，每個任務僅供三組搭檔選擇，先到先得
- 在「動漫」任務中：搭檔們需前往秋葉原唐吉柯德Cospaly體驗店，把自己裝扮成二次元中柯南&毛利蘭/月野兔&夜禮服假面/卡卡西&鳴人，得到店主的認同後，方能得到接力棒。
- 在「相撲」任務中：兩位搭檔將一起享用這種超大份量、超高熱量的相撲火鍋，吃完雙人秤重合計增加1公斤，即可獲得接力棒。

相撲組「進擊的相撲」：13名強壯的相撲圍站成圈並隨著鼓聲移動，圈外搭檔們必須眼疾手快，在相撲之間出現間隙的瞬間，奮力穿過間隙衝入相撲中心拿到接力棒，再衝出相撲陣才能離開。
動漫組「美少女的咖啡杯」：換裝完畢的搭檔們，需要在又高又窄的巨製咖啡杯沿上擺出兩座指定動作，即可獲得下一個接力棒。如果掉下杯沿則需排隊至少5分鐘，方能再次挑戰。
 15人16足： 非凡搭檔們將體驗最強版本的團隊作戰任務！「社會人、三十歲女性、五十歲組、高中生、留學生」等為標籤的6組13人團體將成為非凡搭檔隊伍！每組搭檔都需帶領自己的隊伍在20秒內完成40米的衝刺，即可獲得接力棒。

### 第5段（日本）
- 日本，靜岡（起點線）
- 富士山下（靜岡果富士宮市根原）
- 富士山下（南部留群富士河口湖町）
- 富士山下（富士宮野營場毛無山庄）

本賽段任務摘要： 

重組搭檔「同桌的你」：積分排名後六的選手在教室中坐好，每人各佔一排書桌，排名前六的選手則按照積分由低往高逐一進入教室，想和誰搭檔就坐在他身邊成為他的同桌。排名靠前的的人則有權選擇任何排名在他之後的人，甚至請坐好成組的人讓座，而被迫讓座的人則需要重新選擇同桌。
敢愛滑翔傘：每組搭檔需選擇一人進行滑翔任務，滑翔開始後，另一名搭檔可衝到降落地點開始拼圖。當滑翔傘上的搭檔落地之時，將會獲得最後一塊拼塊，與搭檔一起完成整塊拼圖後，即可獲得下一接力棒。
夏日的狂歡：搭檔們需要在人群中找到攜帶鯉魚旗的人，並跟隨前往挑戰。注意：不同的人代表著不同的挑戰。
- 「嗦麵」：和搭檔一起吃麵，高速吸入麵條，盡量製造出最大的嗦麵聲，當聲音達到105分貝，即可過關。
- 「打年糕」：兩名選手合作製作年糕，通過捶打糯米增加其黏性，製作出可以拉升到0.3米的年糕，即可過關。
- 「光頭拔河」：和光頭大叔PK，用繩子兩端的吸盤吸住雙方額頭的光滑部位進行拔河比賽，三局兩勝即可過關。
- 「撈金魚」：用易破的紙網撈起盆裡的金魚，兩人共用4張網，總共撈起10條金魚即可過關。
- 「芥末冰淇淋」：和搭檔一起吃完兩碗辛辣的芥末冰激凌，即可過關。
- 「投扇」：用一把打開的折扇擊下遠處底座上的小扇子，折扇停留在底盤上，即可過關。

繞道：要選擇「柔道」或「劍道」之一，不限搭檔人數。
- 在「柔道」任務中：搭檔們將進入柔道場觀看柔道技巧，並選其一進行學習。學習完畢後搭檔兩人需與柔道老師進行對抗，一人挑戰成功，即算過關。
  - 技巧一：在20秒內成功完成過肩摔。
  - 技巧二：在20秒內掙脫對手的壓制。
- 在「劍道」任務中：搭檔兩人需在學習完畢後，選出一人向劍道大師發起挑戰。每輪只有三次攻擊機會，大師只防守不攻擊。若能擊破老師身上任意一個氣球即算挑戰成功。

### 第6段（日本 → 中国）
- 中國，廣州（嶺南印象園）（起點線）
- 廣州（廣州科學中心廣場）
- 廣州（粵海天河城大厦）
- 廣州（廣州塔）

本賽段任務摘要： 

起始點任務：搭檔們需把腰綁在一起，在賽道內按照次序穿上舞獅褲、鞋、衣服，化身為英武雄獅，再以獅子型態跨過障礙，咬下高速寓意生財的生菜，採青成功即可獲得接力棒。採青過程中，一旦鑼鼓聲停止，搭檔們必須原地保持不動，否則需要重新回到起點重新開始。若有衣服尚未穿好，則需脫下後才能返回。此關也是能量任務，終點處的師傅腰後有一張制動卡。
繞道：要選擇「足球mix桌球」或「賽車mix籃球」，不限搭檔人數。
- 在「足球mix桌球」中：搭檔們在巨大的桌球台上迎來了秀腿的機會，兩人須輪流踢白色足球，將彩球撞入袋。每輪只有15次踢球機會，撞入3個彩球即算挑戰成功！若未撞入3個彩球或將白球入袋都算失敗，需重新排隊挑戰。
- 在「賽車mix籃球」中：進行挑戰的兩位搭檔需分工合作分別化身賽車手和籃球手，當起點處的1分鐘倒計時開啟後，賽車手須駕駛英菲尼迪豪華商務座駕Q70L通過直線賽道到達投球點，籃球手下車投球，投完後，兩人須在1分鐘內繞桩回到起點，如此循環，一共投中5球即可過關。一但回到起點的時間超過1分鐘，車撞到雪糕筒或沒有繞桩，皆算挑戰失敗，需重新排隊挑戰。

逗笑辦公室：搭檔們將化身為微笑使者，深入白領的工作陣地，在120秒的時間內連續逗笑3人即可從嚴肅的總經理手中獲得接力棒。
速降小蠻腰：兩位搭檔需一起體驗自由落體運動，並在乘坐跳樓機的過程中完成一項指定挑戰，即能順利過關。
- 「天籟之音」：放聲高歌的聲音成功125分貝。
- 「0.08毫米」：雙腳夾住紙張不掉落。
- 「滴水不漏」：保護水杯中的水不少於250ML。
- 「愛不釋口」：咬住餅乾，並保證餅乾的完整。
- 「鬼臉嘟嘟」：將杆子夾在鼻子與嘴間，不得掉落。
- 「密不可分」：兩人用臉夾住圓筒不掉落。

### 第7段（中国 → 英國）
- 英國，倫敦（Mchrchant Tylors Hall）（起點線）
- 倫敦（UAMYNS HALL AEROOOME）
- 倫敦（Russel Square Gardens）
- 倫敦（ARUNSWICHEIOOSC TASSCD）
- 倫敦（泰晤士河）
- 倫敦（貝爾法斯特號軍艦）

本賽段任務摘要： 

重組搭檔：寶箱盒中放了十二位選手各自寫下的分組名單，將由排名目前暫時第一的鄭元暢從中抽取一位國王使他的心願名單成真。
特工的勇氣：特工訓練營第一課：勇氣。本關任務可任意選擇一組搭檔結盟完成，其中三人共同進行大型二維碼拼圖，另外一人被固定站立在機翼上飛到高空，用照相機拍出地面拼出的二維碼，再用手機掃碼所拍畫面，成功後會獲得通關暗號，即可獲得下一站任務信息。
特工的默契：特工訓練營第二課：默契。非凡搭檔們需要默契十足的完成三項挑戰，即可獲得接力棒。
- 「趣味頭帽賽」：兩名搭檔分別站在兩條平行的白線兩邊，一人將紳士帽投到另一人的頭上，3秒內帽子不掉即可過關。注意：兩名選手可互換角色。每輪只有5次投帽機會，一旦失敗，則須重新排隊挑戰。
- 「自行車茶杯接力賽」：兩名搭檔一人拿茶杯，一人拿茶壺，各自騎自行車，將茶壺裡的水傳遞到杯子裡，倒水超過指定的量，即可過關。注意：兩名搭檔可互換角色。在茶水傳遞過程中，若選手腳著地，則須重新排隊挑戰。
- 「燙衣板衝浪」：搭檔們需尋找三位紳士共同作戰。搭檔A須站立在燙衣板上，手端盤子，保證盤子裡的雞蛋不掉落。搭檔B與三名紳士一起用燙衣板抬起選手A，在20秒時間內衝過指定路段，即可過關。注意：兩名選手可互換角色。全程不可手扶他人，若犯規、超時或掉下燙衣板，則須重新排隊挑戰。

特工的智慧：該任務有兩個密室，分別為女僕房和主人房，搭檔們需選擇一個房間進行挑戰，一旦選定不得更換。每輪只有6分鐘的解謎時間。
- 「主人房」：需根據屋內的線索判斷出主人的身分信息。
- 「女僕房」：根據屋子內的線索推測出女僕設置的密碼開啟寶箱。

泰晤士河上的賽艇：搭檔們將竭盡全力保持高度協調的動作頻率，在2分鐘內將賽艇從起點滑至終點，即可獲得接力棒。

### 第8段（英國）
- 英國，愛丁堡（鄧達斯城堡）（起點線）
- 愛丁堡（麥道斯）
- 愛丁堡（ROLLING HAGGIS）
- 愛丁堡（王子街）
- 愛丁堡（卡爾頓山）

本賽段任務摘要： 

起始點任務「PK搶分賽」：共計兩輪，每一輪搭檔都需要選擇三個高地項目中的一項進行挑戰。若單組選擇了一個項目，則該組只需過關，即可每人加5分，若未過關，則減5分。若多組選擇了同一個項目，則進行共同PK，勝出的組將從其他組手中各贏得5分。這些積分將直接在搭檔們現有的總積分上進行增減。
- 「拋木桩」：搭檔兩人需輪流將木桩拋出，讓木桩反轉超過270度，已落地的距離計算分數。PK賽中，每組搭檔有兩輪挑戰機會，選取最優成績作為最終成績，兩人分數相加則為本組成績。成績最好的組為優勝組。單組賽中，把木桩拋出的距離總和超過20米，即可過關。
- 「穿木門」：搭檔須合力抬起木桩，按順序穿過4個門洞，以用時計算成績。注意：挑戰過程中，首尾人員的位置不可調換。PK賽中，用時最短的組為優勝組。單人賽中，在18秒內完成任務，即可過關。
- 「麻袋跳」：搭檔需在同一個袋子裡，從起點跳到終點，以用時計算成績。PK賽中，用時最短的一組為優勝組。單組賽中，12秒內完成任務，即可過關。

繞道：可選擇「步步為營」或「過目不忘」，搭檔途中可更換任務。
- 在「步步為營」中：每組搭檔須在5分鐘內，將3個英格蘭木箱推到指定位置，即可獲得接力棒。注意：選手可隨時上高台觀察全局。英國國旗木箱只可向前推動，並且兩人一次只能推動一個箱子。
- 在「過目不忘」中：每組搭檔須爬山指定山坡，從數字、顏色和明星臉三種記憶題型中，選擇一種進行挑戰，然後進入翻滾球內，在1分鐘內記憶題板信息，再滾下山坡，最後抽取問題，回答正確即可獲得接力棒。

藝術嘉年華：在三項藝術表演中，選擇一項進行挑戰，成功過關即可獲得接力棒。
- 「行為藝術」：搭檔兩人須合力完成兩個高難度的指定造型，兩個造型都堅持30秒即可過關。
- 「搭建藝術橋」：搭檔兩人須用額頭抵住15個罐子行程一座小橋，成功堅持10秒即可過關。
- 「驚聲雞叫」：搭檔須用雙手不間斷拋接2個雜耍球和1個尖叫雞，拋接過程中用力抓尖叫雞，成功使尖叫雞尖叫3次即可過關。

### 第9段（英國 → 荷蘭）
- 荷蘭，荷蘭（庫肯霍夫花園）（起點線）
- 荷蘭（TT.NEVERITAWEG）
- 荷蘭（梵高博物館）
- 荷蘭（RANSDORP）
- 荷蘭（奧林匹克中心）

本賽段任務摘要： 

重組搭檔：魏晨因個人原因無法參與錄製，所以將有一人需獨立完成這一期的挑戰，他也將因此獲得雙倍的積分。11位成員將按照積分排名，由後向前依次決定是單人或是雙人，以及所選擇的搭檔。
繞道：可選擇「木鞋」或「奶酪」，不限搭檔人數。
- 在「奶酪」中：搭檔二人需要在160秒的時間內，利用兩根木棍將10個奶酪球運送到終點的奶酪車上，運送過程中，不可觸碰奶酪球。奶酪球不可超過木棍黑線。一旦奶酪球掉落，搭檔們都需返回起點重新運送。
- 在「木鞋」中：搭檔們須選擇一種顏色的木鞋，將木鞋踢進與之顏色相同的三個風車格子裡，且每人至少踢進一個即算成功。每一輪每組選手的成績都可以累積！8隻木鞋踢完後，風車葉將會順時針轉90度。

高空自行車：搭檔們須騎自行車橫跨只有30cm的高空獨木橋。每組搭檔只有八次挑戰機會，若無法完成，將被扣除15分。
梵高向日葵：搭檔們將以特殊的形式向梵高致敬。他們需邀請成年外國朋友一起挑戰，一共9個人戴上向日葵頭套站上花瓶，在第60秒攝像師拍攝的照片中，花瓶上的向日葵們需露出九雙眼睛，即算過關。
鵝鵝鵝：本輪挑戰中，搭檔們須從農夫處領取8隻鵝，並將鵝感到終點，即可獲得接力棒；若有鵝丟失並無法找回，則須以積分抵鵝。少一隻，每人扣5分。

### 第10段（荷蘭 → 義大利）
- 義大利，羅馬（飲得斯卡李奇古堡）（起點線）
- 羅馬（風中玫瑰農場）
- 羅馬（古羅馬奮鬥士學院）
- 羅馬（圖拉真廣場）

本賽段任務摘要： 

淘汰賽：根據前9站總成績，將會有8位位選手順利晉級到下一站參加最後的三站的比賽，而另外三位將會就此止步。
重組搭檔：在雙方都達成意願的前提之下，才能成功地搭檔。聖火火盆裡面有8根接力棒，其中一根是藏有非凡搭檔的旗幟，抽到該旗子的人擁有優先選擇搭檔的權利。而在這個人的右手邊的右手邊開始將依次選擇
棍酒桶大賽：兩位搭檔合力將酒桶運送到指定住戶家後，即可從主人手中獲得接力棒。
綿綿愛意在羅馬：搭檔們將找到美食的原味，化身牧羊人，為羊擠奶，擠出的羊奶達到玻璃容器的紅線標註，則可獲得下一接力棒。
角鬥士之劍：搭檔們需學習6招角鬥士的固定招數，並成功通過角鬥士測驗後，方可獲得下一線索卡。
- 攻擊者第一招開始動作「後退大哄一聲」：相應動作1.盾擋 2.盾擋 3.踢腿。
- 攻擊者第二招開始動作「盾牌磕地」：相應動作1.盾擋 2.橫劈 3.橫劈 4.刺 5.繞圈
- 攻擊者第三招開始動作「武器放在胸前」：相應動作1.劍擋 2.盾擋 3.盾擋+劍挑 4.下劈
- 攻擊者第四招開始動作「身體後仰 盾牌置於胸前」：相應動作1.盾擋 2.劍擋 3.屈身低頭 4.下劈
- 攻擊者第五招開始動作「高舉盾牌」：相應動作1.盾擋 2.盾擋 3.砍 4.橫劈 5.抬腳
- 攻擊者第六招開始動作「敲擊盾牌兩次」：相應動作1.盾擋+推開 2.踢盾牌

### 第11段（義大利 → 韓國）
- 韓國，首爾（三清閣）（起點線）
- 首爾（奧林匹克和平之門）
- 首爾（世界杯公園和平廣場）
- 首爾（望遠漢江公園）
- 首爾（世界杯體育場）

本賽段任務摘要： 

起始點任務「王的盛宴」：搭檔兩人每次只能選擇一道菜品，吃完並查看隱藏在碗底的線索，獲得下一站任務的地址信息。注意：一旦接觸菜品即被視為選定。
牽一發 動全身：搭檔們將在聖火的見證下挑戰牽一發而動全身的多米諾！搭檔進入特製的多米諾賽道，擺出一條完整的多米諾骨牌，最後推倒多米諾骨牌，當代表勝利的鑼聲被敲響，即可獲得接力棒。請謹慎的跨過腳下的方格，因為裝置會引起賽道晃動，導致骨牌掉落。
非凡車神：搭檔們將駕駛英菲尼迪，以酷炫的飄移入位來搶佔停車位，即可獲得接力棒。
水上飛人：兩人須分工協作，搭檔A從高台跳下，將躺在氣墊外端的搭檔B彈起，搭檔B須凌空抱住柱子，堅持5秒鐘不落下，即可獲得接力棒。

### 第12段（韓國 → 中国）
- 中國，南京（南京大學仙林區）（起點線）
- 南京（南京集裝箱大厦）
- 南京（南京國際博覽中心）
- 南京（魚嘴濕地公園）
- 南京（南京大橋）

本賽段任務摘要： 

起始點任務「長腿連連看」：搭檔們須在校園內招募隊員，組成20人挑戰隊伍，一起劈叉達到指定距離，並堅持10秒即可過關。過程中，兩人之間必須以腳相抵使kt板立起，且任何人手不能觸地。
躍動南京港：搭檔們須在90秒內往返於4個集裝箱，將頭尾兩端的旗幟進行換位，每次僅可攜帶一面旗幟。注意：本任務可以一人挑戰或兩人共同挑戰。
迷失燈光陣：燈光陣中，將會有6個得分區域依次亮起，每次亮起時間為7秒鐘，搭檔們需在滅燈前經過所有得分區域則可過關。若中途撞到燈柱或衝出燈陣，則本輪挑戰失敗。
高空疊疊樂：層層疊疊的長大版積木，成為了搭檔們的挑戰對象！一名搭檔需要操作升降車，在道具錘的輔助下，從9層積木塔底座抽取出11塊積木，遞給被吊置在積木塔頂端的隊友。當積木塔增加至15層後，頂端的搭檔需站立在最高點保持10秒即可過關。

## 收視率
| 中国大陆 江蘇衛視 首播收视率 （CSM52） |               |        |          |      |            |
| 集數                                   | 播出日期      | 收视率 | 收视份额 | 排名 | 備註       |
| 1                                      | 2016年4月8日  | 0.826  | 3.2      | 8    | 北京       |
| 2                                      | 2016年4月15日 | 0.995  | 3.79     | 6    | 洛杉磯     |
| 3                                      | 2016年4月22日 | 1.297  | 5.22     | 3    | 阿拉斯加   |
| 4                                      | 2016年4月29日 | 1.22   | 4.76     | 4    | 東京       |
| 5                                      | 2016年5月6日  | 1.243  | 4.89     | 3    | 靜岡       |
| 6                                      | 2016年5月13日 | 1.366  | 5.41     | 3    | 廣州       |
| 7                                      | 2016年5月20日 | 1.225  | 5.29     | 4    | 倫敦       |
| 8                                      | 2016年5月27日 | 1.143  | 5.25     | 4    | 愛丁堡     |
| 9                                      | 2016年6月3日  | 1.079  | 4.96     | 4    | 阿姆斯特丹 |
| 10                                     | 2016年6月10日 | 1.395  | 6.63     | 3    | 羅馬       |
| 11                                     | 2016年6月17日 |        |          |      | 首爾       |
| 12                                     | 2016年7月8日  |        |          |      | 南京       |

## 外部連結
- 豆瓣电影上《非凡搭檔》的資料 （简体中文）

## 電視節目的變遷
| 中国 江蘇衛視 周五 21:10-23:10 | 中国 江蘇衛視 周五 21:10-23:10          | 中国 江蘇衛視 周五 21:10-23:10 |
| ------------------------------ | --------------------------------------- | ------------------------------ |
|                                | 非凡搭檔 （2016年4月8日－2016年7月8日） |                                |
| —                              | —                                       |                                |

| 马来西亚 Astro全佳HD 周六 21:30-23:30 | 马来西亚 Astro全佳HD 周六 21:30-23:30 | 马来西亚 Astro全佳HD 周六 21:30-23:30 |
| ------------------------------------- | ------------------------------------- | ------------------------------------- |
|                                       | 非凡搭檔 （2016年7月9日－）           |                                       |
| —                                     | —                                     |                                       |

| 新加坡 星和都會台 周日 20:00-22:00 | 新加坡 星和都會台 周日 20:00-22:00 | 新加坡 星和都會台 周日 20:00-22:00 |
| ---------------------------------- | ---------------------------------- | ---------------------------------- |
|                                    | 非凡搭檔 （2016年10月16日－）      |                                    |
| —                                  | —                                  |                                    |

| 臺灣 衛視中文台 周日 19:00-21:00 | 臺灣 衛視中文台 周日 19:00-21:00 | 臺灣 衛視中文台 周日 19:00-21:00 |
| -------------------------------- | -------------------------------- | -------------------------------- |
|                                  | 非凡搭檔 （2017年1月8日－）      |                                  |
| —                                | —                                |                                  |

| 臺灣 星衛娛樂台 周日 20:00-22:00 | 臺灣 星衛娛樂台 周日 20:00-22:00 | 臺灣 星衛娛樂台 周日 20:00-22:00 |
| -------------------------------- | -------------------------------- | -------------------------------- |
|                                  | 非凡搭檔 （2017年1月15日－）     |                                  |
| —                                | —                                |                                  |